# Austrian Holocaust Memorial Service
Австрійська служба пам'яті жертв Голокосту є альтернативою австрійській військовій службі. Учасники служби проходять службу на найбільш важливих пам'ятках Голокосту.

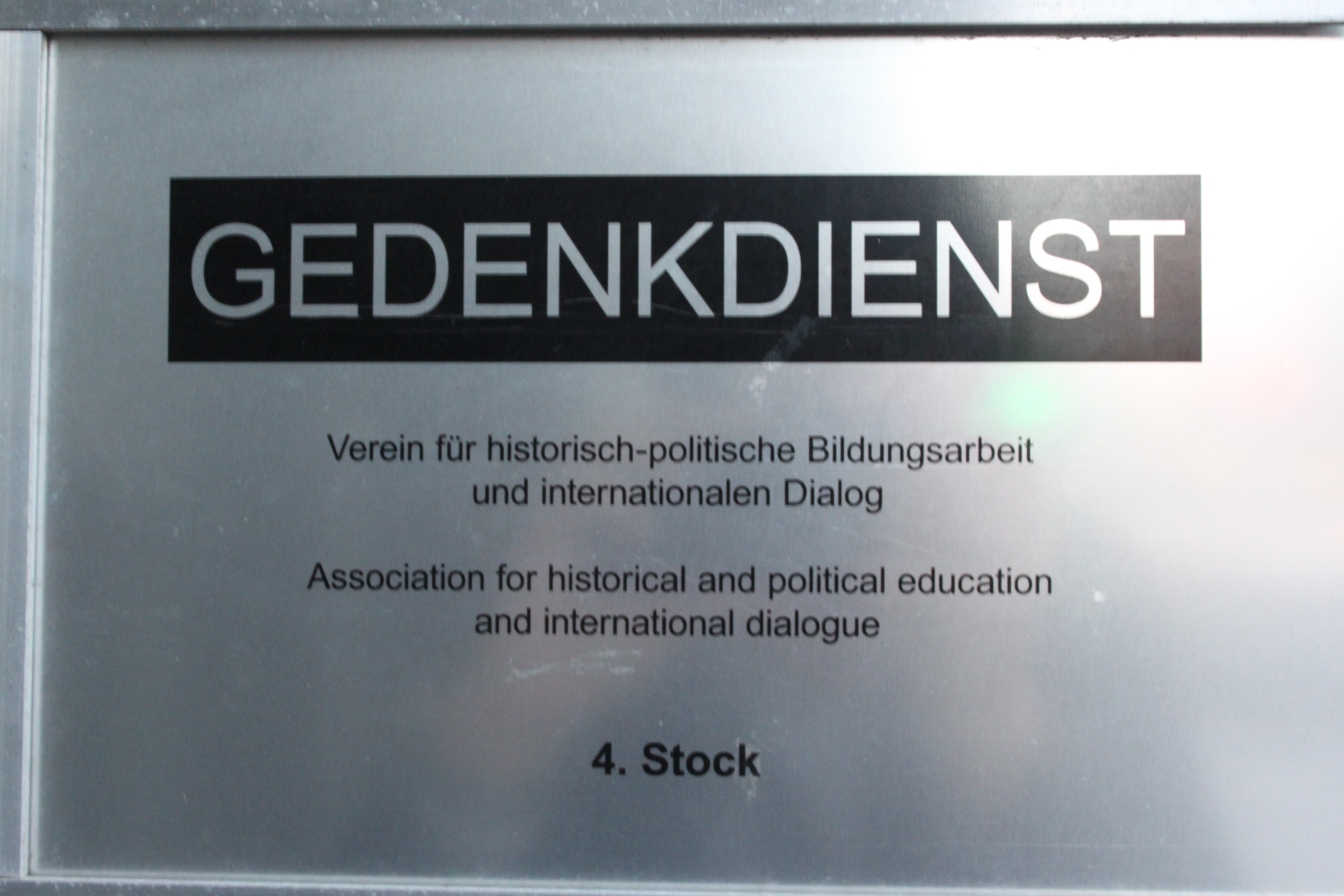

Служба «Геденкдінст» (німецька назва організації) була заснована політологом доктором Андреасом Майслінгером (Інсбрук, Тіроль, Австрія). Доктор Майслінгер запозичив основну ідею німецької організації «Акція знак спокути» (Aktion Suehnezeichen), в рамках якої він сам працював волонтером в музеї Аушвіц-Біркенау.
Робота організації «Геденкдінст» була затверджена австрійським урядом у 1991 ріці як служба, альтернативна військовій служби. Згодом виникла незалежна організація, яка фінансується здебільшого міністерством внутрішніх справ Австрії. Мета роботи Австрійської служби пам'яті жертв Голокосту — підкреслити визнання спільної вини Австрії в Голокості та довести до всіх свідомість відповідальності країни, боротися, так би мовити, за «більше ніколи» (витяг промови тодішнього федерального канцлера Франца Враніцкі, Єрусалим, червень 1993).
Організація «Геденкдінст» є єдиною в своєму роді світовою організацією для меморіальних пам'ятних місць та музеїв Голокосту, які прагнуть отримати допомогу за запитом у своїх архівах і бібліотеках. З 1992 року понад 100 пройшли службу, більшість з яких віком близько 20 років, замість проходження військової служби вдома, працювали в пам'ятних місцях Голокосту і опрацьовували його історію.
Організація альтернативної громадської служби за кордоном уповноважена австрійським урядом направляти співробітників до організацій-партнерів по всьому світу.
У 2006 році організація заснувала спеціальну премію.

## Партнерські організації
| Країна          | Організації |
| --------------- | --- |
| Австралія       | Мельбурн — Jewish Holocaust Museum and Research Centre Мельбурн — Єврейський музей Австралії |
| Бразилія        | Ріо-де-Жанейро — Center for Justice an International Law |
| Болгарія        | Софія — Organization of the Jews in Bulgaria |
| Угорщина        | Будапешт — Європейський центр з прав циган |
| КНР             | Нанкін — John Rabe House Шанхай — Center of Jewish Studies |
| Німеччина       | Берлин — Jewish Museum Berlin Моринген — Moringen concentration camp Мюнхен — Єврейський музей в Мюнхені |
| Велика Британія | Лондон — The National Yad Vashem Charitable Trust [Архівовано 12 червня 2011 у Wayback Machine.] Лондон — Institute of Contempory History and Wiener Library |
| Франція         | Орадур-сюр-Глан — Centre de la mémoire d’Oradour Париж — La Fondation pour la Mémoire de la Déportation Париж — Amicale de Mauthausen |
| Ізраїль         | Єрусалим — AIC — Alternative Information Center Єрусалим — Яд ва-Шем |
| Італія          | Комо — Istituto di Storia Contemporanea «Pier Amato Perretta»(ISC) [Архівовано 21 липня 2011 у Wayback Machine.] Мілан — Centro di Documentazione Ebraica Contemporanea(CDEC) Прато — Museo della Deportazione |
| Канада          | Монреаль — Holocaust Memorial Centre Монреаль — Kleinmann Family Foundation |
| Хорватія        | Ясеноваць — Меморіальний музей Ясеноваць |
| Мадагаскар      | Анталаха — D’Analalava |
| Нідерланди      | Амстердам — UNITED for Intercultural Action |
| Польща          | Краків — Judaica Foundation — Center For Jewish Culture Краків — Galicia Jewish Museum Освенцим — Oświęcim synagogue Варшава — Музей історії польських євреїв Полін |
| Румунія         | Тімішоара Місце у будівлі |
| Росія           | Москва — Науково-просвітницький центр «Голокост» |
| Чехія           | Прага — Jüdische Gemeinde |
| Туреччина       | Стамбул — Jüdisches Museum Istanbul |
| Україна         | Київ — Єврейський Фонд України [Архівовано 20 серпня 2011 у Wayback Machine.] При громадській організації «ЄФУ» працює єврейський культурний центр «Кінор». Волонтер австрійської громадської служби допомагає фонду організовувати проєкти та проводити заходи. |
| США             | - Детройт — Holocaust Memorial Center - Х'юстон — Holocaust Museum Houston - Лос-Анджелес — Los Angeles Museum of the Holocaust - Лос-Анджелес — Центр Симона Візенталя - Лос-Анджелес — USC Shoah Foundation Institute for Visual History and Education - Нью-Йорк — Museum of Jewish Heritage - Нью-Йорк — Антидефамаційна ліга - Нью-Йорк — American Jewish Commitee - Ріно — Center for Holocaust, Genocide & Peace Studies - Ричмонд — Virginia Holocaust Museum - Сент-Пітерсберг — The Florida Holocaust Museum - Сан-Франциско — Holocaust Center of Northern California |

## Премія Австрійської служби пам'яті жертв Голокосту
Андреас Мейслінгер заснуав Премію Австрійської служби пам'яті жертв Голокосту (AHMA), нагороджуючи людей, які активно сприяють дослідженню пам'яті жертв Голокосту. 17 жовтня 2006 р. китайський історик Пан Гуан був нагороджений першою премією AHMA. В подальшому її одержали бразильський журналіст Альберто Дайнс, французький Роберт Гебрас, який був одним із лише шести людей, які пережили різанину в Орадур-сюр-Глані та американець литовського походження, що пережив Голокост, а також співзасновник Музею Голокосту у Вірджинії Джей М. Іпсон. У жовтні 2010 року Єва Маркс була удостоєна AHMA послом Австрії Ханнесом Поріасом у Мельбурні.